# Willi Bredel
Willi Bredel (n. 2 mai 1901 - d. 27 octombrie 1964) a fost un scriitor german și președinte al Acadamiei de Arte din Berlin. Este considerat ca fiind unul dintre pionierii literaturii real-socialiste.
Fiul unui manufactor de țigări de foi, Bredel a fost mai întâi membru al Tineretului Socialist Muncitoresc și al Ligii Spartakiste înainte de a se înscrie în Partidul Comunist German în 1923. Participant al Revoltei din Hamburg din același an, a fost condamnat la doi ani închisoare, dar a fost amnistiat în 1925, după care a lucrat ca șofer de taxi, marinar și strungar. În paralel a scris reportaje pentru publicații de stânga. Ca redactor al ziarului Hamburger Volkszeitung a fost condamnat în 1930 din nou la doi ani închisoare, de data aceasta pentru „pregătire pentru înaltă trădare literară și de stat”
În martie 1933, după venirea la putere a naziștilor, a fost pus sub așa-numită „detenție protectivă”, dar a reușit să fugă în 1934 în Cehoslovacia, de unde a mers mai departe în URSS.
A luptat de partea forțelor sovietice în cel de al doilea război mondial. 
În 1945 s-a reîntors în Germania cu grupul lui Walter Ulbricht și a preluat funcția de instructor politic al Comitetului Central al Partidului Comunist German din Mecklenburg - Pomerania Inferioară. Ulterior a fost delegat în landstag-ul din Mecklenbur, al Camerei Poporului (parlamentului național) și a lucrat ca redactor-șef la revistele literare „Heute und Morgen” (1947-1950) și „neue deutsche literatur” (1952-1956). 
În 1950 a fost membru fondator al Academiei de Arte din Berlin, al cărei președinte a fost ales în 1962.

## Opera
- 1934: Die Prüfung („Verificarea”);
- trilogia Verwandte und Bekannte („Rude și cunoscuți”):
  - 1941: Die Väter („Părinții”);
  - 1949: Die Söhne („Fiii”);
  - 1953: Die Enkel („Nepoții”);
- 1959: Un capitol nou („Ein neues Kapitel”).